# Aulacospermum vesiculo-alatum
Aulacospermum vesiculo-alatum là một loài thực vật có hoa trong họ Hoa tán. Loài này được Kljuykov, Pimenov & V.N. Tikhom. mô tả khoa học đầu tiên.